# Allorbimorphus scabricoli
Allorbimorphus scabricoli är en kräftdjursart som beskrevs av M. Bourdon 1976. Allorbimorphus scabricoli ingår i släktet Allorbimorphus och familjen Bopyridae. Inga underarter finns listade i Catalogue of Life.